# Chicago Mercantile Exchange
A Chicago Mercantile Exchange (CME ou, simplesmente, "The Merc") (NYSE: CME) é uma bolsa de mercadorias dos Estados Unidos, baseada em Chicago. A CME foi fundada em 1898 como a Chicago Butter and Egg Board.  Originalmente, a bolsa era uma organização sem fins lucrativos. A bolsa desmutualizou em novembro de 2000, teve oferta pública em dezembro de 2002, e fundiu-se com a Chicago Board of Trade em julho de 2007 para se tornarem a CME Group Inc. O CEO da CME Group é Craig S. Donohue.  Atualmente existem negociações para que a Chicago Mercantile Exchange assuma a New York Mercantile Exchange, em um negócio de US$ 11 bilhões. 
A CME trabalha com vários tipos de instrumentos financeiros:  taxa de juros, ações, moedas e commodities. Também oferece negociação em investimentos alternativos, como derivativos pós e pré-fixados.
A CME é a maior bolsa do mundo no mercado de opções e contratos futuros de juros abertos em número de contratos custodiados.